# Marie Fugain
Pour les articles homonymes, voir Fugain.
 (décembre 2013).
Si vous disposez d'ouvrages ou d'articles de référence ou si vous connaissez des sites web de qualité traitant du thème abordé ici, merci de compléter l'article en donnant les références utiles à sa vérifiabilité et en les liant à la section « Notes et références ».
Marie Fugain, née le 15 novembre 1973 à Paris, est une actrice française.

## Biographie
Fille du chanteur Michel Fugain et de Stéphanie Fugain, elle milite aux côtés de sa mère au sein de l'association Laurette Fugain, pour la lutte contre la leucémie, maladie qui a emporté sa sœur Laurette, le 18 mai 2002, à l'hôpital Saint-Louis, à l'âge de 22 ans.
En 2008, Marie Fugain fait ses premiers pas en tant qu'animatrice aux côtés de Nathalie Vincent sur France 2 dans l'émission Une surprise peut en cacher une autre, produite par Alexia Laroche-Joubert.
Elle a également un frère, Alexis, né le 7 avril 1993.
Elle a été mariée avec le chanteur Richard Charest.
Elle a deux fils, Elliot né en mars 2003 et Sam né en 2006.
Elle a vécu au Québec avec son époux et ses enfants.
Depuis son divorce en 2017, elle est revenue en France.
À partir du 12 décembre 2012, Marie Fugain présente sur la chaîne Chérie 25 l'émission 10 ans de moins, un talk-show féminin et tendance. Initialement diffusée du lundi au vendredi à 17 heures et 19 h 30, l'émission est par la suite programmée en matinée.

## Filmographie

### Cinéma
- 1981 : La vie continue de Moshe Mizrahi.
- 1988 : Thank You Satan de André Farwagi : Nathalie Monnier
- 1991 : Veraz de Xavier Castano : Mirentchu
- 1993 : Tête de citrouille de Pascal Laugier (Court-métrage)
- 1997 : L'Homme idéal de Xavier Gélin : Sabine
- 2014 : Gurov et Anna de Rafaël Ouellet : Audrey

### Télévision
- 1987 : La Croisade des enfants de Serge Moati (Téléfilm) : Isegault
- 1993 : Une nounou pas comme les autres de Éric Civanyan (Téléfilm) : Une nounou
- 1995 : Les Cinq Dernières Minutes de Jean-Marc Seban (Série TV) : Marie
- 1997 : Parfum de famille de Serge Moati : Maïté
- 1998 : Palazzo de Patrick Jamain (Téléfilm) : Elise
- 1999 : Commissaire Moulin d'Yves Rénier (Série TV) : Laetitia Marchetti
- 2000 : Navarro : Épisode "la Machination" - Carole Maudiard
- 2000 : Un gars une fille d'Isabelle Camus (Série TV) : Une amie d'Alex
- 2000-2006 : Navarro de José Pinheiro (Série TV) : Carole Maudiard
- 2006 : Anna Meyer, assistante de choc de Régis Musset (Série TV) : Anna Meyer
- 2007 : Duval et Moretti de Denis Amar (Série TV) : Carla
- 2008 : Pas de secrets entre nous de Jean-Marc Thérin (Série TV) : Babeth Ferlet
- 2008 : Joséphine, ange gardien de Philippe Monnier (Série TV) : Valérie
- 2008 : Julie Lescaut de Jean-Michel Fages (Série TV) : Anne Delage
- 2009-2010 : Plus belle la vie (Série TV) : Marie Bergman
- 2011 : Camping Paradis de Michel Alexandre (Série TV) : Béatrice / Julie
- 2014 : Les Parent (Série TV) : Catherine
- 2016 : Séquelles de Louis Bélanger (Série TV) : Nicoleta Branchini
- 2019 : Commissaire Magellan (Série TV) : Charlotte Mauricourt
- 2019 : Olivia de Thierry Binisti (Série TV) : Margaux Blondel
- 2020 : H24 d'Octave Raspail et Nicolas Herdt (Série TV) : Stéphanie Meunier
- 2020 : Alice Nevers (Série TV) : Claire Droze
- 2021 : Joséphine, ange gardien de Philippe Monnier (Série TV) : Karina Delmas
- 2025 : Camping Paradis (Série TV) : ? (saison 16, épisode 4)

## Théâtre
- 1994 : Mec Mic Mac : Pascal Luneau
- 1995 : Court Circuit de Peter Shaffer : Stéphan Meldegg
- 2011 : Boire, fumer et conduire vite de Philippe Lellouche, mise en scène Marion Sarraut
- 2017 : Bouquet final de Vincent Azé et Raphaël Pottier, mise en scène Olivier Macé, Comédie-Caumartin
- 2019 : Donnant, donnant de Fred Proust, mise en scène Anne Bouvier, théâtre de Paris (salle Réjane)
- 2023: Rendez-vous à Capri  de Marilyne Bal
- 2022 - 2023 : Un conseil d'ami de et mise en scène Didier Caron, Théâtre Marigny puis tournée

## Publication
- Moi, on ne m'a jamais demandé comment j'allais... Pourtant Laurette était ma sœur, Paris, Éditions Michel Lafon, 2012, 180 p.  (ISBN 978-2749916156)

Animatrice
Une surprise peut en cacher une autre France 2
10 ans de moins  Chérie 25 de 2012 à 2013